# Instalacja (inżynieria środowiska)
Instalacja – urządzenie, grupa urządzeń lub budowle wpływające w pewien sposób na środowisko. W Polsce pojęcie instalacji w aspekcie wpływu na środowisko zdefiniowane jest w ustawie Prawo ochrony środowiska, zgodnie z zasadami IPPC (ang. Integrated Pollution Prevention and Control). W art. 3 ustawy (Definicje i zasady ogólne) stwierdzono: 

Ilekroć w ustawie jest mowa o:
...
6) instalacji – rozumie się przez to:
a) stacjonarne urządzenie techniczne
b) zespół stacjonarnych urządzeń technicznych powiązanych technologicznie, do których tytułem prawnym dysponuje ten sam podmiot i położonych na terenie jednego zakładu,
c) budowle niebędące urządzeniami technicznymi ani ich zespołami, których eksploatacja może spowodować emisję.
...
42) urządzeniu – rozumie się przez to niestacjonarne urządzenie techniczne, w tym środki transportu;
...
48) zakładzie – rozumie się przez to jedną lub kilka instalacji wraz z terenem, do którego prowadzący instalacje posiada tytuł prawny, oraz znajdującymi się na nim urządzeniami

Pojęcie emisja (art. 3 pkt 4) zdefiniowano jako wprowadzane do powietrza, wody, gleby lub ziemi (bezpośrednio lub pośrednio) substancje lub energie (np. ciepło, hałas, wibracje, pola elektromagnetyczne). Ilekroć w ustawie jest mowa o substancjach (art. 3, pkt 36), rozumie się przez to pierwiastki chemiczne, związki chemiczne albo ich mieszaniny lub roztwory.